# Névrome de Morton
 Mise en garde médicale
Le névrome de Morton (également nommée maladie de Morton ou métatarsalgie de Morton), est une formation pseudo-tumorale siégeant sur un trajet nerveux à la face plantaire du pied. La zone concernée est une zone d'anastomose entre les deux nerfs responsables de la sensibilité de la plante du pied : nerf plantaire médial et nerf plantaire latéral. Ce trouble est l'un des plus fréquemment rencontrés en consultation de médecine générale et de rhumatologie.
Thomas G. Morton décrit en 1876 « une affection douloureuse de la 4e articulation métatarsophalangienne » en rapport avec des filets nerveux coincés entre les têtes métatarsiennes.
Il s'agit d'une affection qui se caractérise par l'apparition de douleurs particulièrement vives ressemblant généralement à des brûlures et dont la source se situe au niveau du troisième ou du deuxième espace métatarsien (extrémité du pied entre la deuxième et la troisième racine des orteils). Cette douleur, qui irradie à la face latérale des orteils, est déclenchée quand le patient est en position debout ou lorsqu'il marche. Le patient est obligé de se déchausser pour faire cesser les douleurs et le port de chaussures trop étroites devient impossible.

## Épidémiologie
Il survient essentiellement chez l'adulte, est nettement plus fréquent chez la femme, concernant dans plus de 80 % des cas, le troisième espace interdigital. Il peut être bilatéral dans un cas sur cinq.

## Physiopathologie
Anatomiquement, le « névrome » de Morton se développe sur une zone précise : la réunion des nerfs plantaires médial et latéral. Le nerf anastomotique issu de cette réunion se situe entre les 3e et 4e rayons du pied ; il donne la sensibilité aux 3e et 4e orteils. Dans la maladie de Morton, il est régulièrement comprimé par le ligament métacarpien transverse profond. Il réagit alors en s'épaississant, avec une fibrose périnerveuse, ce qui donne le pseudo-névrome responsable des symptômes. La cause exacte de cette atteinte n'est pas connue.

## Diagnostic
Il est essentiellement clinique. Il se manifeste par des douleurs au niveau de la tête de deux métatarsiens adjacents, exacerbées par la marche ou des chaussures étroites et calmées au repos. La douleur est reproduite par la pression sur la zone du névrome.
L'épaississement du nerf peut être visualisé par échographie ou par IRM, avec une sensibilité identique.
La radiographie du pied permet d'éliminer d'autres causes aux douleurs.

## Traitements
Les orthèses ou les corticoïdes en injection locale sont généralement utilisés pour traiter le névrome de Morton. Un autre traitement consiste à diminuer la symptomatologie douloureuse en prescrivant des anti-inflammatoires non stéroïdiens (sans corticoïdes) ou un inhibiteur de la cyclooxygénase. La kinésithérapie est parfois efficace. La chaleur ou le froid peuvent également soulager le patient.
La chirurgie permet l'exérèse du névrome et du nerf concerné, et la disparition complète des douleurs, mais laisse parfois une insensibilité cutanée entre les orteils concernés. L'acte chirurgical peut se pratiquer sous anesthésie locale en ambulatoire (hospitalisation de moins d'une journée). L'intervention dure entre dix et vingt minutes. Les suites sont un nettoyage quotidien de la cicatrice pendant quelques jours et le non port de chaussure. Les effets se font sentir immédiatement. Rarement, un névrome peut se former avec récidive de la douleur.
Un traitement chirurgical plus récent consiste à libérer le ligament inter-métatarsien sous échoguidage, sans exérèse du nerf. Cette méthode, appelée chirurgie percutanée échoguidée ou échochirurgie, permet de réaliser le geste à travers un orifice cutané de 1 à 2 mm, sous anesthésie locale, avec un contrôle échographique en temps réel. Cette technique est pratiquée en France . Une étude anatomoclinique menée par Iborra-Marcos et al. a montré que cette approche, testée sur 20 cadavres puis appliquée chez 56 patients, offrait une amélioration significative des douleurs dans 96 % des cas, sans complication infectieuse ni trouble sensitif majeur.